# 杜懐宝
杜 懐宝（杜懷寶、と かいほう、生年不詳 - 539年）は、南朝梁の軍人。本貫は京兆郡杜陵県。

## 経歴
斉の給事中の杜霊啓の子として生まれた。永元3年（501年）、蕭衍が軍を発して東下すると、懐宝は南平王蕭偉に従って襄陽の留守をまもった。天監年間、功績により官は驍猛将軍・梁州刺史に上った。
普通6年（525年）、懐宝は壮武将軍として、雍州刺史・晋安王蕭綱の命により北伐に参加し、長史の柳津や司馬の董当門や振遠将軍の曹義宗らとともに南陽郡や新野郡を攻略し、北魏の南荊州刺史の李志を安昌城で降した。
大同元年（535年）、北魏の梁州刺史の元羅が降伏すると、懐宝は督華州に進んだ。武興王楊紹先が反乱を起こすと、これを撃破した。
大同5年（539年）、鎮で死去した。

## 子女
- 杜嵩
- 杜岑
- 杜嶷
- 杜岌
- 杜巚（南陽郡太守。岳陽王蕭詧に南陽を攻め落とされて殺害された）
- 杜岸（字は公衡。湘東王蕭繹に仕えて、平北将軍・北梁州刺史。襄陽の蕭詧を攻撃して敗戦し、兄の杜巚を頼ったが、兄とともに南陽で殺害された）
- 杜崱
- 杜嵸
- 杜幼安

## 伝記資料
- 『梁書』巻46 列伝第40
- 『南史』巻64 列伝第54